# Oxyethira distinctella
Oxyethira distinctella är en nattsländeart som beskrevs av Mclachlan 1880. Oxyethira distinctella ingår i släktet Oxyethira och familjen smånattsländor. Arten är reproducerande i Sverige. Inga underarter finns listade i Catalogue of Life.